# Mino del Reame
Mino del Reame, també conegut com a Mino dal Reame, va ser un escultor italià del Renaixement. Biografiat per Giorgio Vasari en la seua obra Vides dels més excel·lents pintors, escultors i arquitectes..., la seua existència efectiva ha estat posada en dubte. Sembla que les obres atribuïdes a del Reame, firmades amb la inscripció « OPUS MINI » corresponen en realitat a l'etapa de joventut de Mino da Fiesole.